# Karl-Heinz Sünkenberg
Karl-Heinz Sünkenberg ist Geschäftsführer, Senderchef und Moderator beim niedersächsischen Regionalfernsehsender Friesischer Rundfunk (FRF).

## Beruflicher Werdegang
Bevor Sünkenberg den Friesischen Rundfunk gründete, war er bereits seit Jahrzehnten im TV-Geschäft aktiv. Als Journalist war er mit Polizei, Feuerwehr und Rettungsdienst unterwegs und produzierte über 560 Folgen verschiedener Doku-Reihen für bundesweite Sender. Bei einer Produktion für Sat.1 war er über ein Jahr täglich auf der Feuerwache 1 in Nürnberg.
Neben diesen Arbeiten entstanden unter seiner Regie auch zahlreiche Fahrschul-Videos, um junge Leute die Gefahren im Straßenverkehr klarzumachen, oder auch Imagefilme für Unternehmen.
Die Idee, den Friesischen Rundfunk zu gründen, kam Sünkenberg 2004, als er im Auftrag von RTL Punkt 12 eine Dokumentation über den Rettungshubschrauber Christoph 26 aus Sande drehte. Da die Region gerade von oben so schön anzugucken war und Niedersachsen zu diesem Zeitpunkt noch keinen Regionalfernsehsender hatte, war die Idee eines eigenen Senders geboren. Seither ist er beim Friesischen Rundfunk zu Hause.

## Rezeption
Die WELT würdigte eine Reportage von Sünkenberg über einen auf einem Baum zu hoch gekletterten Kater als „Sternstunde des Lokaljournalismus“. Der Branchendienst Meedia ernannte ihn wegen dieses Fernsehbeitrags zur friesischen Reporterlegende.